# Démocratie Herrenvolk
La démocratie Herrenvolk est un système de gouvernement dans lequel seul un groupe ethnique ou racial spécifique participe au gouvernement, tandis que d'autres groupes sont privés de droits. L'ethnocratie (ou démocratie ethnique), dans laquelle un groupe domine l'État, est un concept apparenté. 
Le terme allemand Herrenvolk, qui signifie « race supérieure », fut utilisé dans le discours du XIXe siècle pour justifier le colonialisme en prônant l'idée d'une supériorité raciale des Européens.

## Origine et caractéristiques du concept
Cette forme élitiste de gouvernement est généralement employée par le groupe majoritaire pour maintenir le contrôle et le pouvoir au sein du système. Elle coïncide typiquement avec le faux semblant d'égalitarisme. Il y a une opinion qui prévaut qu'à mesure que les gens de la majorité gagnent en liberté et que les principes égalitaires sont avancés, la minorité est réprimée et empêchée d'être impliquée dans le gouvernement. 
Emmanuel Todd relate que ce concept a été créé par l'anthropologue Pierre Louis van den Berghe pour définir celui de démocratie ethnique à propos de l'Afrique du Sud durant la période de l'apartheid. Dans ce pays, une partie seulement des citoyens vivaient en parfaite santé, dans une société fonctionnelle selon les règles libérales et démocratiques mais parce qu'il existait un groupe dominé. En plus de l'Afrique du Sud, ce principe peut être vu aussi dans le développement des États-Unis - en particulier les États du Sud. 
Dans ces scénarios historiques, alors même que la législation s'orientait vers le suffrage universel masculin pour les Blancs et plus tard le suffrage universel pour tous les Blancs, elle renforçait également les restrictions à la participation politique des Noirs et confirmait leur privation de leurs droits.